# Eicochrysops masai
Eicochrysops masai är en fjärilsart som beskrevs av Bethune-Baker 1905. Eicochrysops masai ingår i släktet Eicochrysops och familjen juvelvingar. Inga underarter finns listade i Catalogue of Life.